# Ann Corcoran
Ann Corcoran es una bloguera y activista política estadounidense conocida por los blogs antirrefugiados y antimusulmanes Refugee Resettlement Watch y Fraud, Crooks, and Criminals. Ha trabajado junto con varias organizaciones y publicaciones de extrema derecha.

## Primeros años de vida
Corcoran se crio en un pequeño pueblo del centro de Nueva Jersey, de padre irlandés y madre alemana. Tiene una licenciatura en biología de la vida silvestre de la Universidad Rutgers y una maestría en estudios ambientales de la Universidad Yale. Trabajó en Washington D. C., como cabildera de la Sociedad Nacional Audubon de 1975 a 1980. Con su marido, tuvo dos hijos biológicos y dos niños adoptados de Vietnam. En 1985, la familia compró y se mudó a una granja cerca de Hagerstown, Maryland.

## Puntos de vista y actividades
El enfoque de Corcoran en la inmigración musulmana fue provocado por los planes para reasentar a refugiados en su condado rural en el oeste de Maryland, y comenzó su blog en 2007. Ha sostenido que el concepto musulmán de hégira (migración) es una forma de yihad para apoderarse del mundo occidental, y ha advertido que la mayor amenaza para Estados Unidos es la inmigración musulmana legal. Ella ha afirmado que «Mahoma dijo a sus seguidores que emigraran y propagaran el Islam para dominar todas las tierras del mundo ... y eso es exactamente lo que están haciendo ahora».
En 2017, un vídeo suyo en YouTube producido por el Centro para la Política de Seguridad (CSP) se volvió viral, recibiendo casi 3 millones de visitas, en el que afirmaba que los refugiados son un complot musulmán para colonizar los Estados Unidos, afirmando que el Alto Comisionado de las Naciones Unidas para los Refugiados están «bajo la influencia de un poderoso grupo supremacista musulmán», la Organización para la Cooperación Islámica (OCI).
Corcoran ha colaborado con Frank Gaffney y el CSP, y ACT for America, y ha sido considerado parte del movimiento contrayihad. También ha estado asociada con publicaciones en pro del nacionalismo blanco como VDARE, Social Contract Press, y American Renaissance. En 2015, Donald Trump la citó como «experta», a quien le entregaron una copia de su libro en una cumbre de seguridad nacional de CSP en Iowa, donde los dos se reunieron brevemente.
Ha sido acusada por la Liga Antidifamación y otros de promover teorías conspirativas antimusulmanas. Su descripción de la hégira como una doctrina islámica de inmigración se ha visto anteriormente en el libro Modern Day Trojan Horse: The Islamic Doctrine of Immigration de Sam Solomon y Elias Al Maqdisi.